# Yarlongita
La yarlongita és un mineral de la classe dels elements natius.

## Característiques
La yarlongita és un carbur de crom, ferro i níquel, de fórmula química Cr₄Fe₄NiC₄, que va ser aprovada per l'Associació Mineralògica Internacional l'any 2007. Cristal·litza en el sistema hexagonal.
Segons la classificació de Nickel-Strunz, la yarlongita pertany a «01.BA - Carburs» juntament amb els següents minerals: cohenita, haxonita, isovita, tongbaïta, khamrabaevita, niobocarbur, tantalcarbur i qusongita.
Només se n'ha trobat a l'ofiolita de Luobusha, a la Prefectura de Shannan (Regió Autònoma del Tibet, República Popular de la Xina).